# Apterygota
Apterygota är i klassisk taxonomi en underklass i klassen insekter som består av två recenta ordningar, hoppborstsvansar (Archaeognatha) och silverborstsvansar (Zygentoma). Tidigare räknades även trevfotingar och larvborstsvansar till underklassen men idag listas de som egna klasser i överklassen sexfotingar (Hexapoda). Dessutom fanns en numera utdöd ordning, Monura, i underklassen Apterygota. Arterna i underklassen är små och saknar vingar. De genomgår ingen metamorfos.
Några forskare betraktar hoppborstsvansar och silverborstsvansar tillräckligt självständiga för att utgöra egna underklasser. De skulle på så sätt vara systergrupper till underklassen bevingade insekter (Pterygota).
Apterygota uppvisar många ålderdomliga drag, t. ex. i nerv- och trakésystemet och i könsorganens uppbyggnad samt genom förekomsten av talrika reducerade bakkroppsextremiteter. 